# Municipio de Jackson (condado de Jewell)
El municipio de Jackson (en inglés: Jackson Township) es un municipio ubicado en el condado de Jewell en el estado estadounidense de Kansas. En el año 2010 tenía una población de 97 habitantes y una densidad poblacional de 1,05 personas por km².

## Geografía
El municipio de Jackson se encuentra ubicado en las coordenadas 39°57′42″N 97°59′5″O / 39.96167, -97.98472. Según la Oficina del Censo de los Estados Unidos, el municipio tiene una superficie total de 92.63 km², de la cual 91,84 km² corresponden a tierra firme y (0,85 %) 0,79 km² es agua.

## Demografía
Según el censo de 2010, había 97 personas residiendo en el municipio de Jackson. La densidad de población era de 1,05 hab./km². De los 97 habitantes, el municipio de Jackson estaba compuesto por el 100 % blancos. Del total de la población el 0 % eran hispanos o latinos de cualquier raza.